# Linckia bouvieri
Linckia bouvieri är en sjöstjärneart som beskrevs av Perrier 1875. Linckia bouvieri ingår i släktet Linckia och familjen Ophidiasteridae. Inga underarter finns listade i Catalogue of Life.